# Autorskie Liceum Artystyczne i Akademickie „ALA”
Autorskie Liceum Artystyczne i Akademickie „ALA” – szkoła założona w 1995 roku we Wrocławiu przez Mariusza Budzyńskiego, oparta na jego doświadczeniach dydaktycznych w Autorskiej Szkole Samorozwoju (ASSA). Model ALA zakłada podmiotowe podejście do ucznia, umożliwia mu współdecydowanie o ścieżce edukacyjnej i funkcjonowaniu wspólnoty szkolnej. Stanowi przykład placówki zorientowanej na ucznia.
Szkoła realizuje ideę personalnego dialogu jako podstawy procesu nauczania, kładąc nacisk na współpracę zamiast rywalizacji.
Promuje samodzielność, odpowiedzialność i rozwój indywidualnego potencjału ucznia. Edukacja ukierunkowana jest na świadome cele i wybory. Program wychowawczy oparty jest na systemie tutorskiego wsparcia – każdy uczeń wybiera nauczyciela-tutora, z którym planuje swój rozwój osobisty i edukacyjny, zastępując tym samym tradycyjne wychowawstwo klasowe.